# Túnel de Sóller (carretera)
|  | Aquest article tracta sobre el túnel de la carretera. Vegeu-ne altres significats a «Túnel de Sóller». |

El túnel de Sóller és un túnel de la carretera Ma-11 que comunica Bunyola i Sóller, a Mallorca. Té una longitud de 3.023 metres.
L'obra fou adjudicada l'any 1988 i el túnel fou inaugurat el 19 de febrer de 1997 a Antoni Cuart Ripoll. La construcció comportà un dels casos més importants de corrupció política a les Illes Balears: el Cas Túnel de Sóller, que implicà la dimissió del president del Govern Balear Gabriel Cañellas el juliol de 1995. El 28 de desembre de 2017, el Consell de Mallorca va pagar 16,28 milions d'euros al concessionari per avançar de cinc anys la fi del contracte. D'aleshores ençà el trànsit pel túnel és gratuït.
És considerat un dels túnels més insegurs de tot Europa.